# Asier Villalibre
Asier Villalibre Molina (* 30. September 1997 in Gernika) ist ein spanischer Fußballspieler. Der Stürmer steht seit 2024 bei Deportivo Alavés unter Vertrag und ist ehemaliger Juniorennationalspieler.

## Karriere
Villalibre begann seine Karriere bei Athletic Bilbao. Im August 2013 spielte er erstmals für das Farmteam CD Baskonia in der Tercera División. Im Mai 2015 debütierte er für Athletic Bilbao B in der Segunda División B.
Mit Bilbao B konnte er zu Saisonende in die Segunda División aufsteigen. Sein Debüt in der zweithöchsten spanischen Spielklasse gab er am ersten Spieltag der Saison 2015/16 gegen den FC Girona. Zu Saisonende hatte Villalibre 32 Einsätze, in denen er drei Tore erzielen konnte, zu Buche stehen. Mit Bilbao B musste er jedoch nach nur einer Saison als Tabellenletzter wieder in die Segunda División B absteigen.
Im Dezember 2016 debütierte er für Athletic Bilbao in der Primera División, als er am 14. Spieltag der Saison 2016/17 gegen den SD Eibar in der 84. Minute für Iñaki Williams eingewechselt wurde.
Am 3. Mai 2017 wurde ein Leihvertrag mit dem CD Numancia bis zum Saisonende 2016/17 vereinbart. Im August 2017 wurde er an Real Valladolid verliehen. Im Januar 2018 wurde er an den Lorca FC weiterverliehen.
Im Januar 2023 wurde er für ein halbes Jahr an den Zweitligisten Deportivo Alavés ausgeliehen, mit dem er am Saisonende den Aufstieg in die Primera División erreichte. Anschließend kehrte er nochmals für ein Jahr nach Bilbao zurück, ehe er im Sommer 2024 fest zu Deportivo Alavés wechselte.